# Puʻu Nanaia
Puʻu Nanaia ist ein Schlackenkegel am Südhang des Mauna Loa auf Hawaiʻi. Momentan ist der nahe dem Highway 11 gelegene Hügel 640 Meter hoch, er bietet einen guten Ausblick auf Ka Lae.